# DSA-463
La DSA-463 es una carretera perteneciente a la Red Secundaria de la Diputación Provincial de Salamanca que une la  N-620  con la localidad de Paradinas de Abajo.

## Origen y Destino
La carretera  DSA-463  tiene su origen en Sancti-Spíritus en la intersección con la carretera  N-620 , y termina en el casco urbano de Paradinas de Abajo, formando parte de la Red de carreteras de Salamanca.